# 세번걸이 엔터테인먼트의 음반
이 문서는 세번걸이 엔터테인먼트에서 발매한 음반 목록이다.

## 2010년대
- 2016년 5월 31일 KCM - 동네변호사 조들호 OST Part.4[1]
- 2016년 7월 4일 KCM - [Digital Single] 오랜나무[2]
- 2016년 7월 16일 KCM - 아이가 다섯 OST Part.4
- 2016년 8월 17일 KCM - W OST Part.4
- 2016년 9월 1일 나비 - W OST Part.8
- 2016년 9월 5일 KCM - [Digital Single] 엄마의 착각[3]
- 2016년 11월 26일 KCM - REFLECTION OF MY MIND
- 2016년 12월 30일 KCM,나비 - [Digital Single] 사랑하나이다 (사랑할 때 당신은 가장 아름답습니다.)
- 2017년 1월 6일 KCM - [Digital Single] 듀엣가요제 35회[4]
- 2017년 2월 15일 나비 - [Digital Single] 전화해요[5]
- 2017년 4월 13일 KCM - [Digital Single] 말버릇[6]
- 2017년 5월 11일 나비 - +LOAD MORE
- 2017년 6월 23일 나비 - 품위있는 그녀 OST Part.2[7]